# Martynovka (oblast de Koursk)
Martynovka (en russe : Мартыновка) est un village du selsoviet de Martynovka du raïon de Soudja dans l'oblast de Koursk, en Russie. Sa population s'élevait à 714 habitants au recensement de 2021.

La ville tombe aux mains des ukrainiens le 11 aout 2024 dans le cadre de l'incursion de kursk

## Géographie
Le village de Martynovka se situe dans l'oblast de Koursk, un oblast de la partie européenne de la Russie. Le village fait partie du raïon de Soudja, avec Soudja comme centre administratif. Il se trouve dans le selsoviet de Martynovka, une municipalité dont il est le chef-lieu.

## Démographie
Recensements (*) et estimations de la population :
| 2002 * | 2010* | 2021* | - |
| ------ | ----- | ----- | - |
| 700    | 687   | 714   | - |